# Нансен, Ева
Е́ва Хе́лена На́нсен (урождённая Сарс, норв. Eva Helene Sars Nansen, 7 декабря 1858 — 9 декабря 1907) — норвежская камерная певица (меццо-сопрано), спортсменка, одна из первых пропагандировавшая лыжный спорт среди женщин. Жена Фритьофа Нансена.

## Биография

### Ранняя биография. Карьера певицы

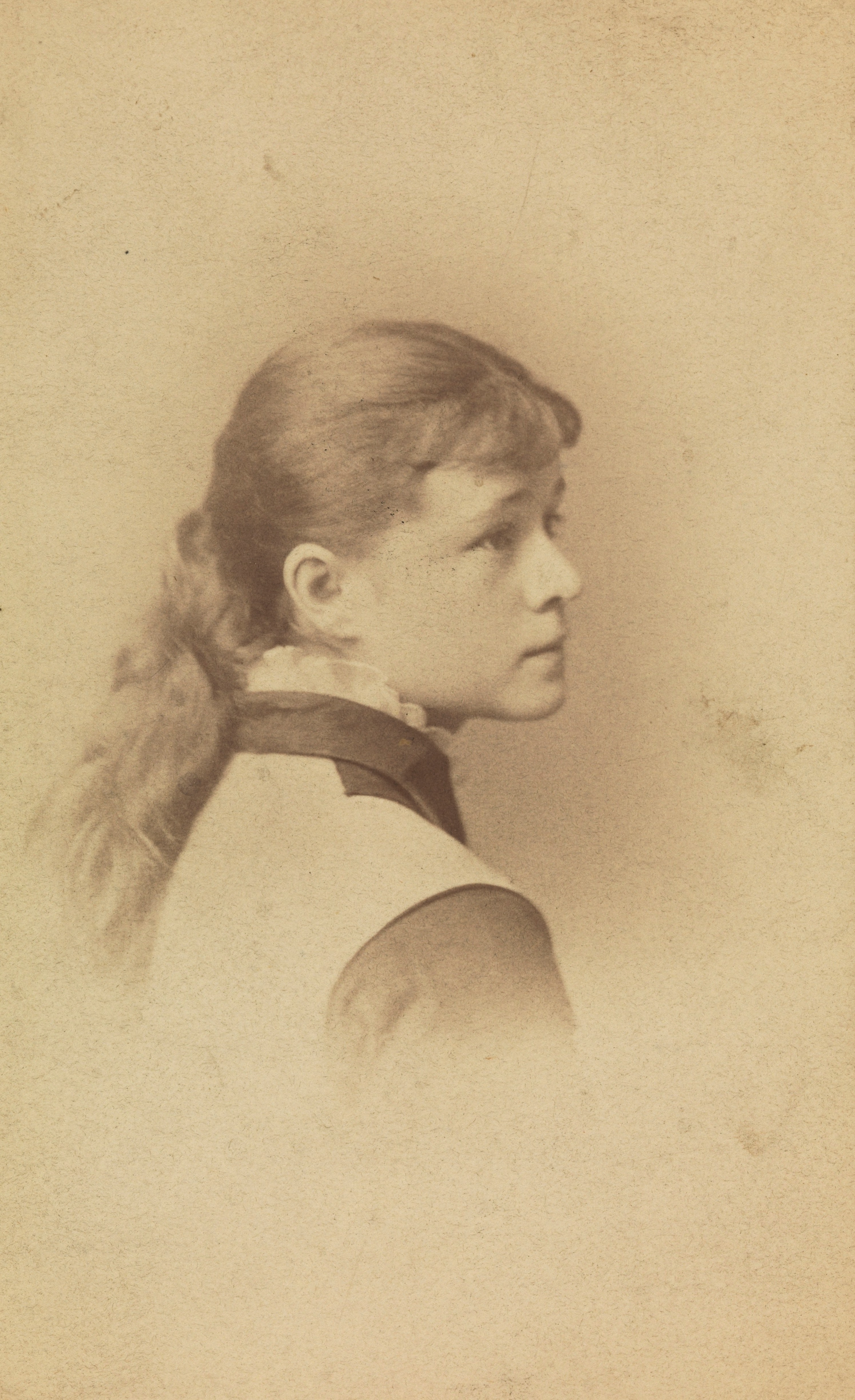
Ева Сарс в отроческие годы

Дочь известного в Норвегии зоолога — священника Микаэля Сарса (1805—1869) и Марен Катрин Вельхавен (1811—1898), сестры известного поэта Йохана Себастьяна Вельхавена. Для её матери это была 20-я беременность, Ева стала последним — 14-м по счёту — выжившим ребёнком в семье. Большая семья была небогата, но полностью самодостаточной. Поскольку средства не позволяли содержать прислугу или гувернёров, старшие дети присматривали за младшими. В семье культивировались музыка и литература, Марен даже собирала популярный в норвежской столице салон. Микаэль Сарс скончался, когда Еве было одиннадцать лет. Она росла в приволье, отличалась ярким темпераментом, что один из гостей назвал «невинностью язычницы». 

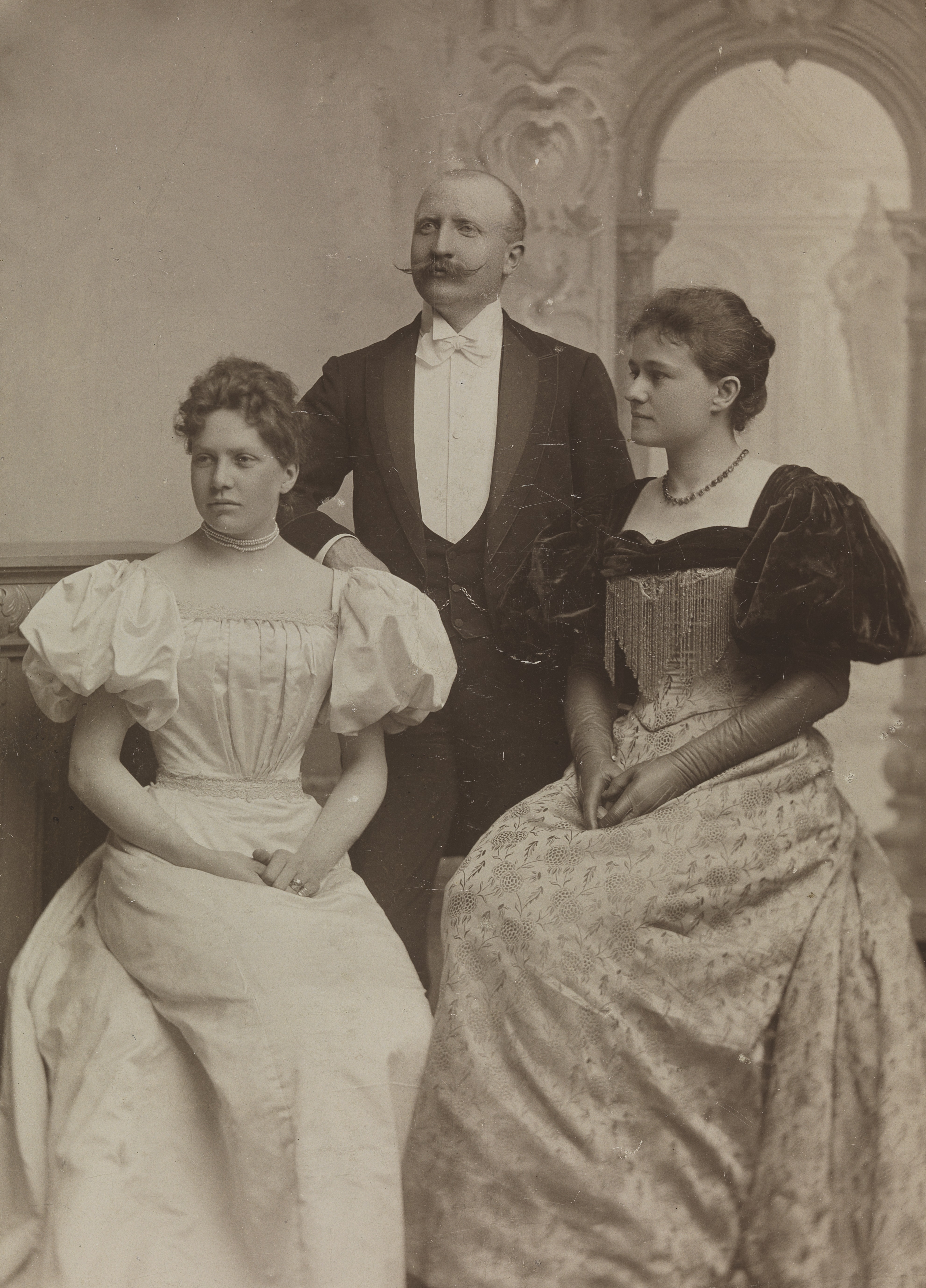
Ева (справа) с сестрой Малли и её мужем Т. Ламмерсом

Пением занялась под влиянием своей сестры Малли (8-ю годами старше Евы) и её мужа — известного баритона Торвальда Ламмерса. Первые уроки музыки она брала у Иды Ли и своего шурина — Т. Ламмерса, одновременно посещала художественную школу Эйлифа Петерсена, но потом забросила живопись. Дебютировала как оперная певица в Кристиании в 1881 году. В 1886—1887 годах совершенствовалась в мастерстве в Берлине у Дезире Арто, и приобрела немедленный успех после возвращения в Норвегию, прославившись как исполнительница романсов. Первый её концерт состоялся 21 мая 1887 года. Помимо музыки и живописи, Ева Сарс увлекалась спортом. В 1893 году она даже опубликовала в газете «Верденс Ганг» статью, в которой защищала право женщин ходить на лыжах, поскольку это укрепляет здоровье и воспитывает самостоятельность. Любительница лыжного спорта, Ева изобрела женский лыжный костюм, по образцу саамского. Вместе с подругой Сесилией Торесен Крог Ева Сарс стала первой в Норвегии женщиной, которая официально участвовала в соревнования по прыжкам с трамплина в Хусебю.
Между 1887 и 1899 годами Ева Сарс была общеевропейской знаменитостью, неоднократно устраивала концертные гастроли и выступала перед коронованными особами. Дебютировала в опере, хотя не обладала сильным голосом, в её оперный репертуар входили партии Эльзы из «Лоэнгрина» Вагнера и Гретхен из «Сцен из „Фауста“ Гёте» Шуманна. Со второй половины 1886 года она переходит к камерному исполнению, особенно прославившись исполнением песен и романсов. Эдвард Григ написал для неё цикл песен «Дева с гор» (норв. Haugtussa) на стихи Арне Гарборга. Исполнением этого цикла в 1899 году Ева Нансен закрыла свою артистическую карьеру.

### Замужество
С Фритьофом Нансеном Ева познакомилась в феврале 1888 года на лыжной прогулке в Фрогнерсетерскогене. Фритьоф вспоминал, что обстоятельства были, по меньшей мере, анекдотичны: скатываясь со склона горы, Ева слетела с трассы и упала головой в сугроб, так что Нансену пришлось вытаскивать её за ноги. После того, как они представились друг другу, оказалось, что Нансен знаком как с её отцом, так и её талантом певицы. Вторая встреча Евы с Нансеном произошла в Музыкальном кафе в Кристиании незадолго до его отъезда в Гренландию. Сама Ева затем утверждала, что влюбилась в Нансена с первого взгляда, но он не обращал на неё особого внимания, ибо она была маленького роста и не отличалась эффектной внешностью. Ева участвовала в светской жизни Кристиании, встречалась с Нансеном, который стал за ней ухаживать. Тем не менее, певица сильно ревновала к известной светской красавице Дагмар Энгельхарт (по прозвищу «Кленодия», то есть «Драгоценность»), с которой Фритьоф пережил бурный роман до путешествия в Гренландию. Тем не менее, 11 августа 1889 было объявлено о помолвке Фритьофа Нансена и Евы Сарс. Их объяснение прошло на горной ферме, и поначалу не встретило особого понимания у родни с обеих сторон. Одним из условий помолвки было согласие Евы на участие Нансена в походе на Северный полюс. Тёща — Марен Сарс — очень настороженно относилась к амбициям и эгоцентризму Нансена.
Свадьба состоялась 6 сентября 1889 года. Нансен не хотел венчаться и к тому времени официально вышел из государственной лютеранской церкви. Ева была дочерью священника, и Нансен в последний момент уступил. На следующий день после свадьбы чета отправилась в Ньюкасл на географический съезд, а после его окончания — в Стокгольм на награждение Нансена. Очень оригинально был отпразднован первый совместный Новый год — лыжным походом на гору Норефьель. По словам биографа Роланда Хантфорда, хотя Ева и была тремя годами старше Фритьофа, в интеллектуально-эмоциональном смысле была менее зрелой, чем он. Однако их роднила любовь к спорту, артистизм, бурный темперамент и стремление сделать карьеру.
В 1890 году Ева Нансен забеременела, но на третьем месяце произошёл выкидыш. В 1891 году Ева родила ребёнка, умершего всего через несколько часов, из-за чего Нансен вернулся к былой возлюбленной — Дагмар Энгельхарт. Поводом для серьёзного конфликта также послужила невозможность участия Евы в экспедиции к Северному полюсу, как из-за состояния её здоровья, так и из-за возражений капитана Отто Свердрупа. Во время третьей беременности Евы Нансен находился в Лондоне и, в частности, сделал доклад в Королевском географическом обществе. 8 января 1893 года родилась первая дочь Нансенов, названная Лив — Жизнь (норв. Liv Nansen). Разлуки в первые годы брака тяжело переживались и Фритьофом, и Евой; Нансен однажды написал из Англии, что без жены чувствует себя только «половиной человека». Впрочем, в семейных обыкновениях он был вполне традиционен, и считал безусловное повиновение и одобрение всех своих планов со стороны Евы совершенно естественными.
Уже через несколько недель после отъезда Фритьофа Нансена в экспедицию на Северный полюс к Еве Нансен приехал импресарио Фогт-Фишер с просьбой устроить несколько концертов, впоследствии он гордился, что сумел уговорить её. Сам Нансен в одном из последних писем также уговаривал жену вернуться к артистической деятельности. Возвращение Евы Нансен на сцену, по воспоминаниям её дочери Лив, прошло триумфально, а в ноябре 1895 года она выступила в Стокгольме в присутствии королевского семейства. Вновь супруги Нансен воссоединились в Хаммерфесте 18 августа 1896 года. Ева сообщала родным, что не ожидала увидеть Нансена здоровым, бодрым и упитанным, — она полагала, что встретит «живой скелет».

Ева и Фритьоф
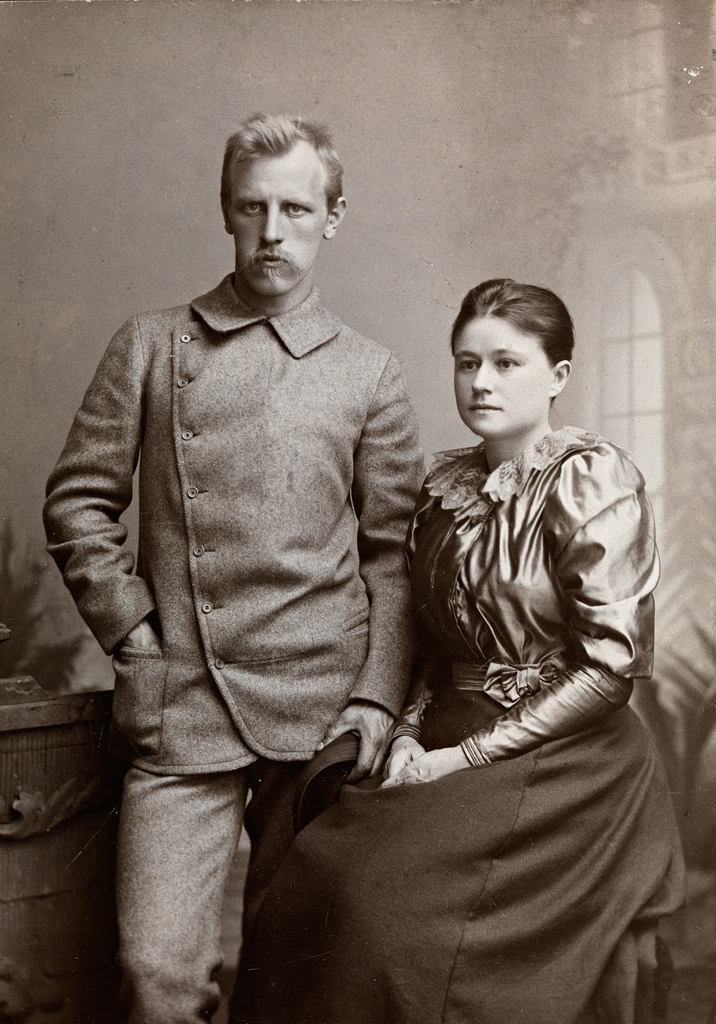
Ева и Фритьоф Нансены осенью 1889 года
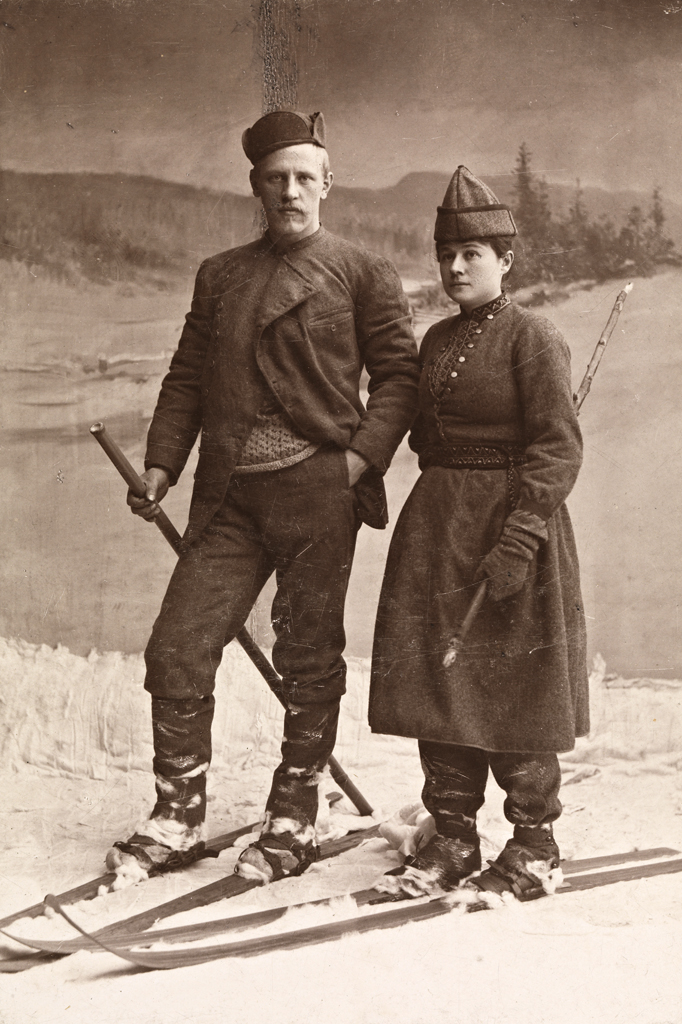
Ева и Фритьоф Нансены в 1890 году
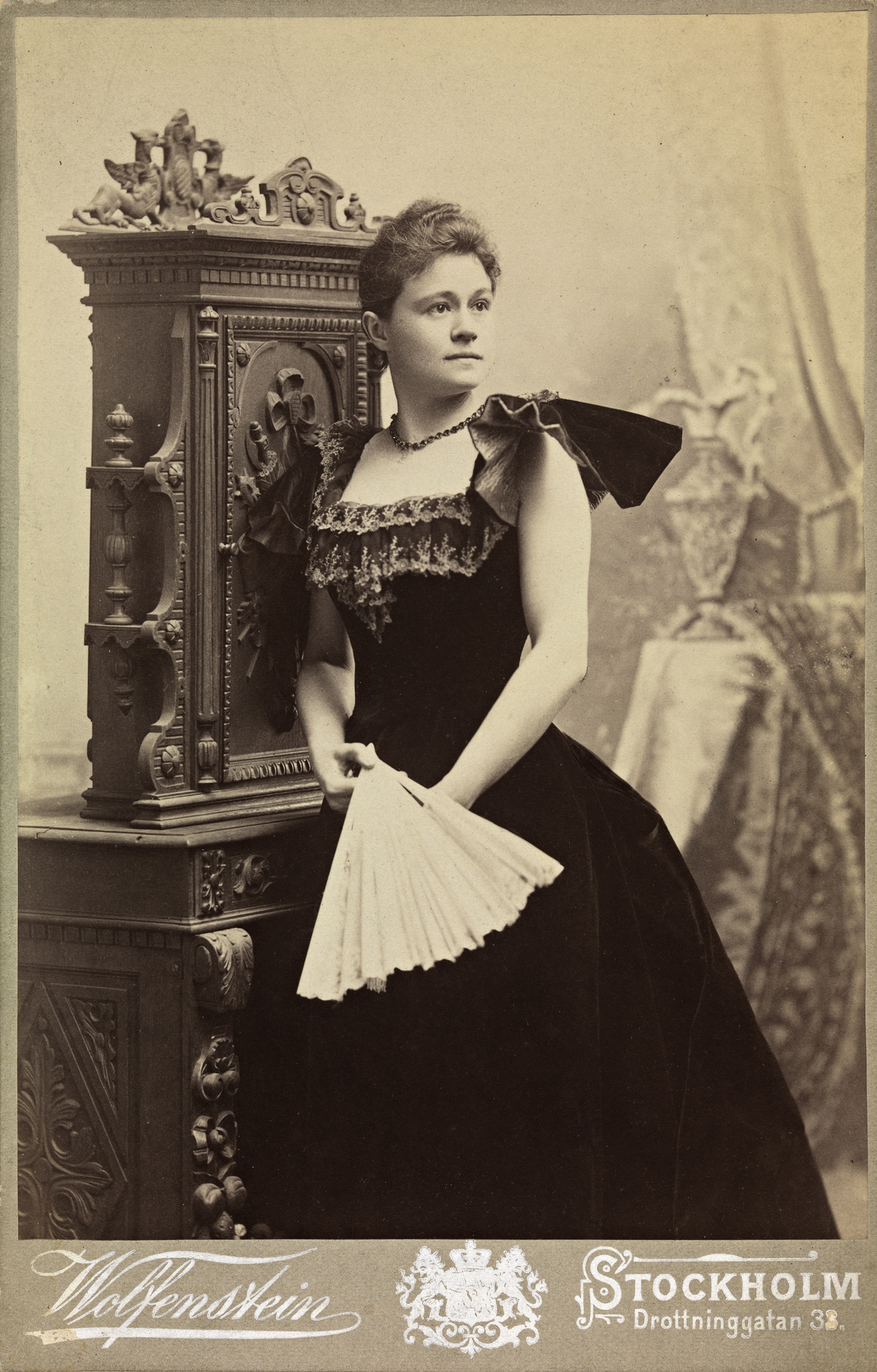
Ева Нансен в концертном платье. Фото 1890-х годов
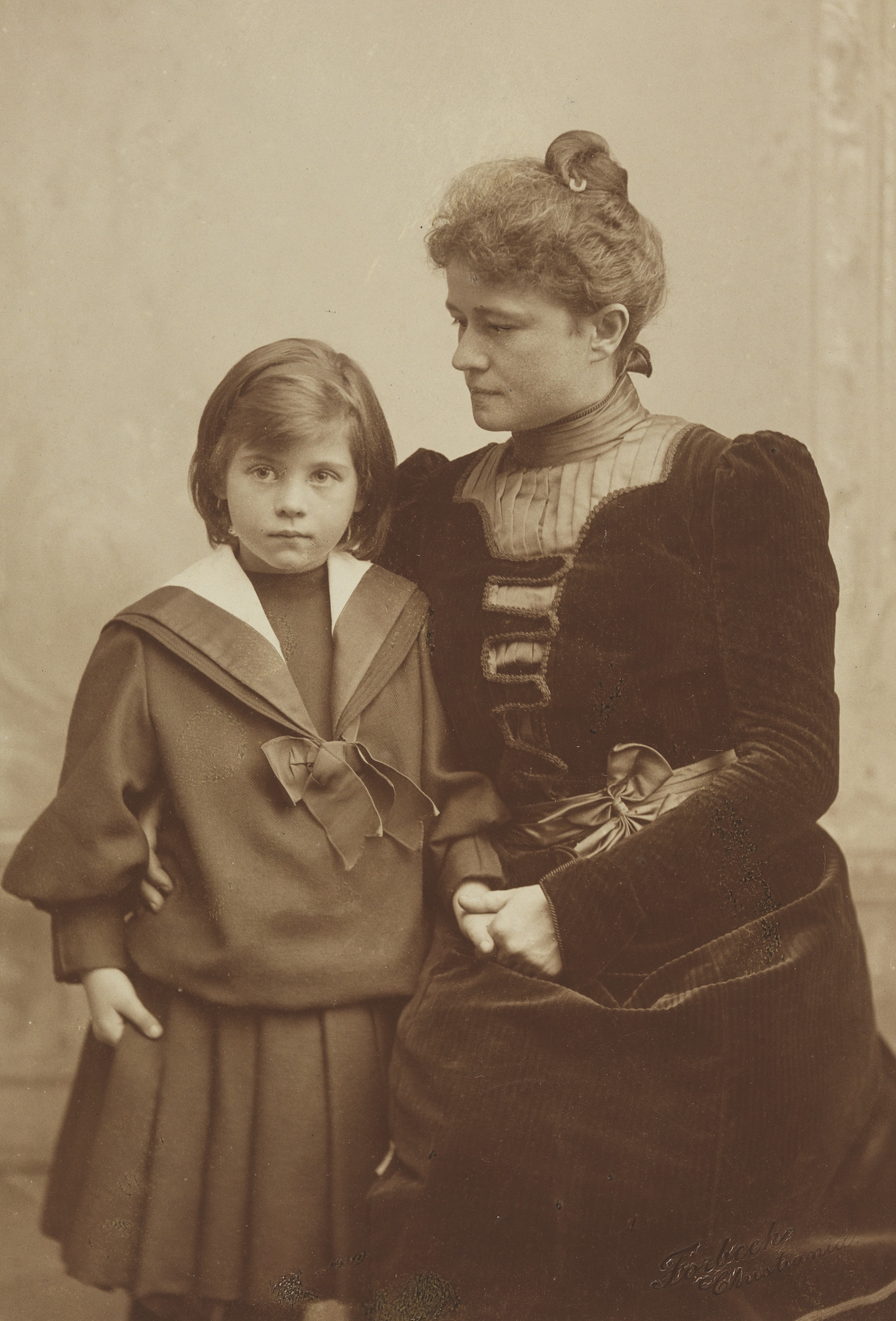
Ева с дочерью Лив Нансен

По свидетельству старшей дочери Фритьофа и Евы — Лив, Нансен трудно адаптировался к семейной жизни после экспедиции на «Фраме». Он стал раздражительным и неровным в обращении. Ева Нансен в конце 1896 года отправилась в гастрольное турне, оставив Фритьофа одного на три месяца. В её отсутствие Нансен вновь сошёлся с Дагмар Энгельхарт, причём Еве сообщил об этом профессор Брёггер. Тем не менее в зарубежных поездках и на официальных мероприятиях 1897 года Ева везде сопровождала Нансена, хотя он не порывал и с Д. Энгельхарт и не слишком скрывал отношений с ней.
16 сентября 1897 года родился Коре (норв. Kåre Nansen) — второй ребёнок и первый сын в семье Нансенов, сразу после этого Фритьоф отправился в Соединённые Штаты в лекционное турне, которое должно было принести средства на строительство нового дома и проведение экспедиции к Южному полюсу. Он не смог вернуться к Рождеству домой, а переписка супругов показывает, что они оказались на грани разрыва. В одном из посланий Нансен откровенно заявил, что они с Евой «созданы друг для друга, но, к несчастью, разрушают друг другу жизнь».

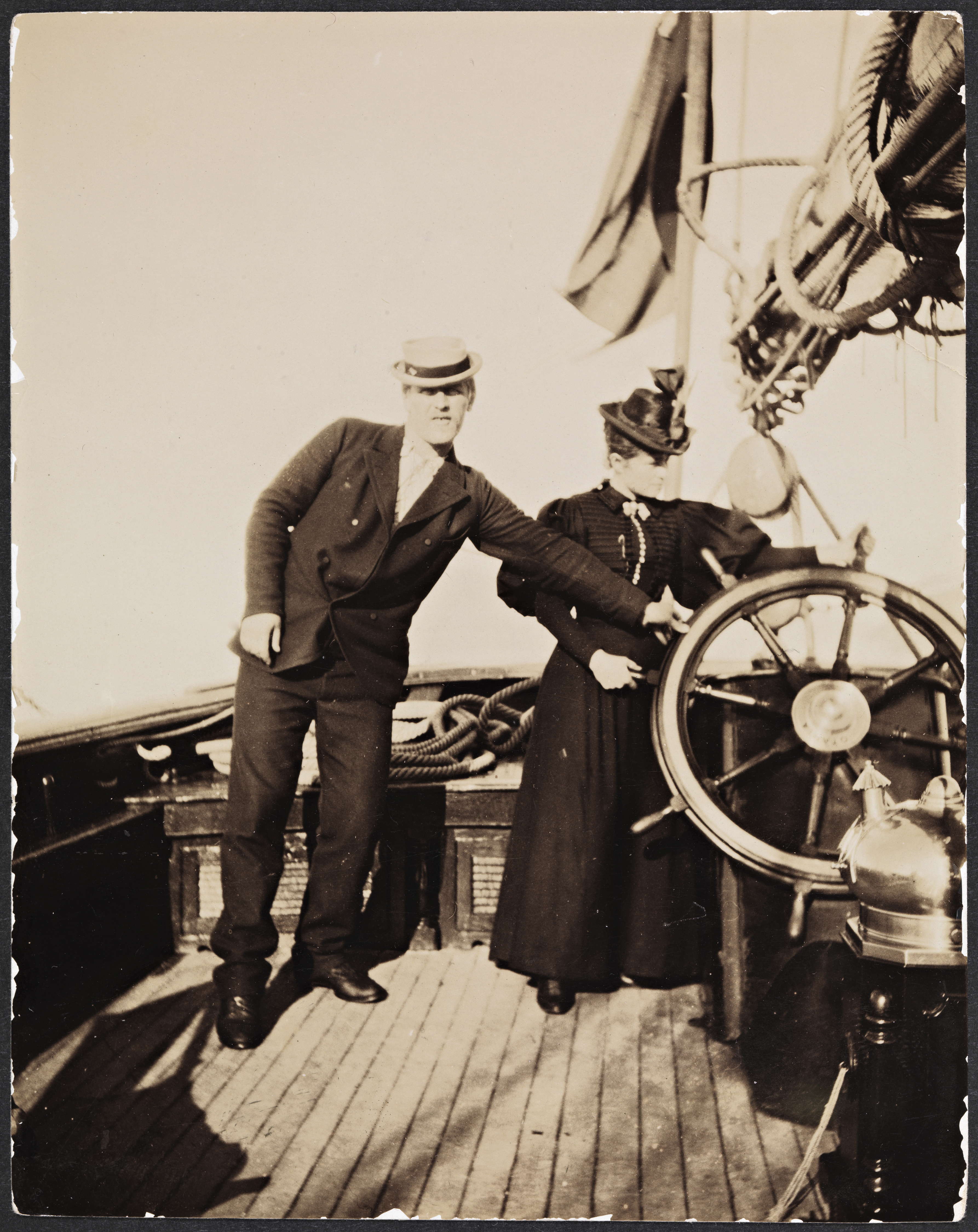
Ева и Фритьоф на борту яхты «Отария» после возвращения Нансена

Рядом с усадьбой Нансенов в Люсакере в период 1896—1899 годов складывается круг артистической элиты, здесь поселились художники Э. Вереншельд, Э. Петерсен, Г. Мунте, учёные — братья Э. и О. Сарсы (родственники Евы), оперный певец Т. Ламмерс (супруг сестры Евы), профессор М. Мо, писатель Х. Кинг, издатель О. Томмесен и другие. Ева Нансен в этот период продолжала давать уроки пения, одной из её учениц была и Дагмар Энгельхарт. В 1899 году Е. Нансен навсегда прекратила концертную деятельность. За свои заслуги перед норвежской и шведской культурой она была награждена Медалью короля Оскара II, став одной из 23 награждённых ею.

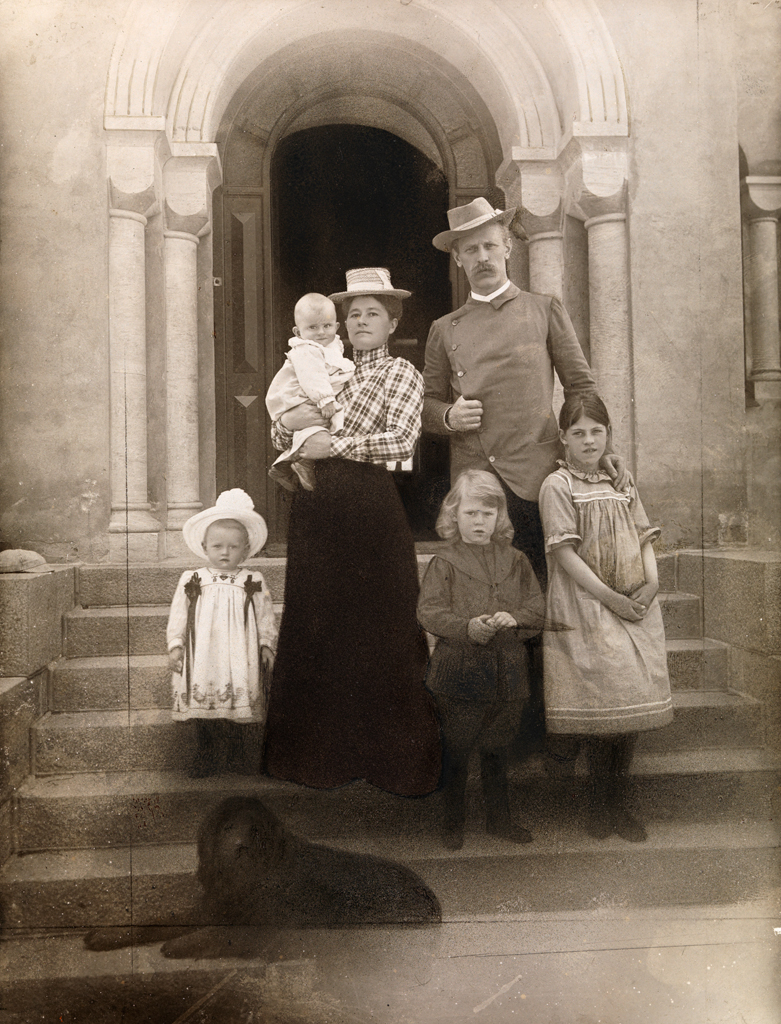
Семья Нансенов в 1902 году у входа в «Пульхёгду». Слева от Евы — Ирмелин, на руках у неё младенец Одд, у ног Нансена сын Коре (слева) и дочь Лив

Семья Нансенов увеличивалась: в 1899 году родилась дочь Ирмелин (норв. Irmelin Nansen), чьё домашнее прозвище было Имми, в 1901 году — сын Одд (норв. Odd Nansen). Фритьоф Нансен в этот период купил участок леса в Форнебю площадью в 55 мол (5½ га) и принял решение строить большой дом, в котором можно было не только разместить семью, но и заниматься научной работой и устраивать светские приёмы.
Дом был построен Яльмаром Вельхавеном в 1901 году в стиле норвежской крепости, новоселье отпраздновали 4 апреля 1902 года. Усадьба получила название «Пульхёгда» (норв. Polhøgda, «Полярная высота»). Лив Нансен с гордостью писала, что в доме была оборудована ванная, которой не было ни у одного из соседей. Одновременно Нансен купил хутор Сёркье, ставший летней резиденцией семьи. В 1903 году родился пятый ребёнок Нансенов — сын Осмунд (норв. Åsmund Nansen), страдавший церебральным парезом.

### Семейные неурядицы. Кончина
В начале 1905 года Нансен вступил в любовную связь с Сигрун Мунте (урождённой Сандберг, 1869—1957) — женой и ученицей известного художника Герхарда Мунте. Мунте были соседями Нансенов по Люсакеру, Сигрун получила известность как изготовительница гобеленов в древненорвежском стиле, поклонником которых был даже принц Евгений Шведский. Отличаясь красотой, она была моделью многих живописцев. Примечательно, что на церемонии подъёма национального норвежского флага 9 июня 1905 года Нансен был с Сигрун Мунте, а не с Евой. Эта связь, о которой Еве было известно, стала причиной сильнейшего охлаждения в отношениях Нансенов, поэтому в Лондон Ф. Нансен отбыл без семьи, не присутствовала Е. Нансен и на коронации Хокона VII в Нидаросском соборе, на которой посланник в Англии обязан был представительствовать.

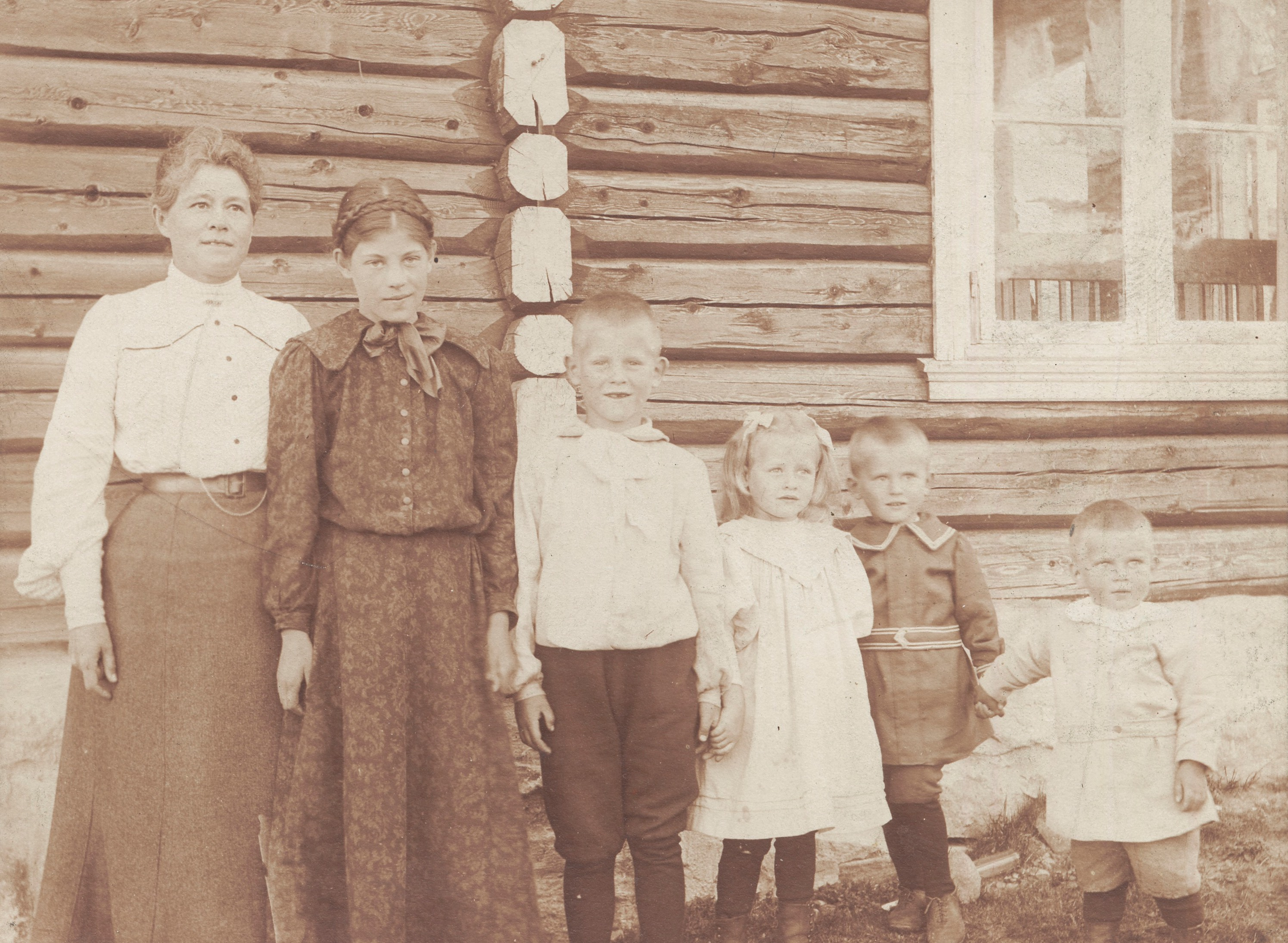
Семейство на даче в Сёркье. Слева направо: Ева, Лив, Коре, Ирмелин, Осмунд и Одд

В октябре 1906 года Ева Нансен навестила Фритьофа в Лондоне, что совпало с официальным визитом норвежской королевской четы, Нансены жили вместе с ними в Виндзоре и к Рождеству вернулись на родину. Вторично Е. Нансен навестила мужа в Лондоне в апреле 1907 года, но уже в июне вернулась в Норвегию. Существовала ещё одна причина для размолвок: в конце апреля 1907 года Нансен выступил на заседании Королевского географического общества с докладом о ближайшей цели полярных исследований — покорения Южного полюса. В конце сентября или начале октября 1907 года к Нансену пришёл Руаль Амундсен, который просил «Фрам» для попытки достигнуть Северного полюса по старому плану Нансена — дрейфуя от Берингова пролива.

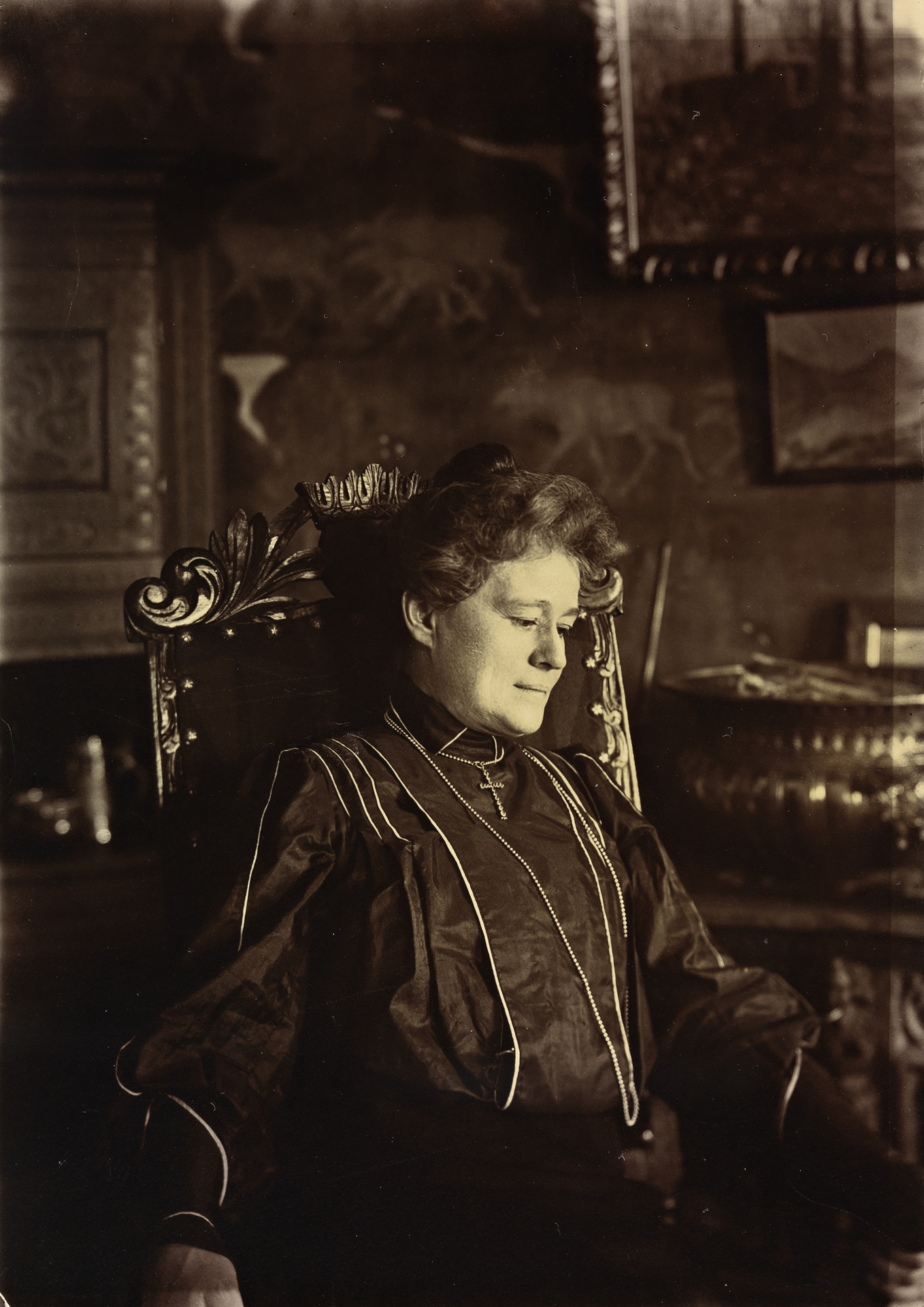
Одна из последних фотографий Евы Нансен

Лив Нансен вспоминала, что её отец не решался говорить с Евой о своих полярных планах, визит Амундсена только обострил прежние проблемы, тем более что для Нансена — по его же словам — покорение Южного полюса было «завершающим аккордом карьеры полярника». По свидетельству Лив Нансен (ей тогда было 14 лет) Ева произнесла единственную фразу: «Я знаю, чем всё это кончится». После этого Нансен спустился к ожидавшему его в гостиной Амундсену, и сказал коротко: «Вы получите „Фрам“».
В ноябре 1907 года старший сын Нансена Коре заболел воспалением лёгких, его отец находился в Лондоне, и семейный врач не стал беспокоить Фритьофа подробностями. Однако 21 ноября, выхаживая сына, серьёзно заболела Ева Нансен. Только 1 декабря решились известить Нансена, написав о симптомах. 7 декабря — в день 49-летия Евы — последовало резкое ухудшение (осложнение на сердце), после чего Нансену в Лондон была отправлена телеграмма. 8 декабря он выехал в Норвегию, 9 декабря в Гамбурге его встретила телеграмма о кончине Евы. Лечащий врач Нансенов — д-р Йенсен — писал Сигрун Мунте, что течение болезни было загадочным и необъяснимым.
Ева Нансен завещала не хоронить себя и сжечь её тело. Крематория в Норвегии того времени не было, Фритьоф Нансен с д-ром Йенсеном отвезли тело в Гётеборг, где оно было кремировано. Место, где развеян прах, неизвестно: одна из легенд гласит, что пепел Евы удобрил розовый куст в «Пульхёгде», по Лив Нансен, это было сделано на даче в Сёркье.

## Память
В 2009 году Иза Катарина Герике и Кристиан Иле Задланд выпустили музыкальный альбом «Еве» (норв. Til Eva). Запись проходила в «Пульхёгде», где Ева Нансен неоднократно давала домашние концерты.